# Acalypha squarrosa
Acalypha squarrosa är en törelväxtart som beskrevs av Ferdinand Albin Pax. Acalypha squarrosa ingår i släktet akalyfor, och familjen törelväxter. Inga underarter finns listade i Catalogue of Life.